# Мечеть Мухаммеда Али
Мече́ть Муха́ммеда Али́ (араб. جامع محمد علي‎), прозванная Алебастровой мечетью, — одна из крупнейших мечетей Каира.

## История
Паша Мухаммед Али был назначен османским наместником Египта в начале XIX века. За 25 лет правления он провёл множество успешных военных операций, в итоге которых египетские границы сильно раздвинулись. В 1831 году Мухаммед Али отказался от турецкого покровительства и стал править Египтом единолично. Под его покровительством в Каире построено множество культовых зданий, в том числе мечеть Мухаммеда Али, ставшая его могилой. Гробница Мухаммеда Али находится внутри мечети.
Построена в 1830—1848 годах архитектором Юсуфом-Бохна под покровительством и во время правления в Египте Мухаммеда Али в память о сыне правителя Тусун-паше. Мечеть сооружена по типу константинопольских мечетей под влиянием стамбульской школы архитектуры, но с определёнными чертами, характерными для египетских храмов. Облицована алебастровыми плитами, отчего в просторечии получила название «алебастровая мечеть». Фасад и внутреннее помещение украшены филигранной резьбой по камню, зал для молитв сделан очень большим (более 1600 м²), его венчает купол диаметром 21 метр и высотой 52 метра. Внутренний двор окружён галереями с мраморными колоннами. Посредине стоит фонтан с куполообразной кровлей. Два стройных минарета высотой в 270 футов необычны для Каира. Во дворе мечети стоит башня с часами, подаренными французским королём Луи-Филиппом.
Мечеть расположена на самом высоком месте Каирской цитадели, центральной городской крепости. Построенная ещё в XII веке египетским султаном Саладином (Салах ад-Дином), Цитадель сама возвышается над городом, поэтому минареты мечети Мухаммеда Али видны из любой точки Каира. Немного южнее мечети, сохранился «Дворец сокровищ» или Дворец аль-Гуахара, где выставлена коллекция предметов быта, мебели, посуды и одежды XIX века, относящихся ко времени правления Мухаммеда Али.